# Aitai Lonely Christmas
Singles de Cute
Akuma de Cute na Seishun Graffiti
(2010) Kiss Me Aishiteru
(2011)
 Aitai Lonely Christmas  (会いたいロンリークリスマス) ("Je veux te rencontrer en ce noël solitaire") est le 14e single "major" et 20e single au total du groupe de J-pop Cute, sorti le 1er décembre 2010 au Japon sur le label zetima, écrit et produit par Tsunku. Il atteint la 6e place du classement de l'oricon. Sortent aussi deux éditions limitées (A et B) du single avec chacune un DVD bonus différent. Une édition spéciale "event V" sera vendue lors de prestations du groupe.  Contrairement aux autres singles du groupe, il ne sort pas cette fois en version "single V" (vidéo). La chanson-titre figurera sur le sixième album du groupe, Chō Wonderful 6 qui sortira en 2011.

## Membres
- Maimi Yajima
- Saki Nakajima
- Airi Suzuki
- Chisato Okai
- Mai Hagiwara

## Titres
Single CD
1. Aitai Lonely Christmas (会いたいロンリークリスマス?)
2. Seishun! Mugen Power (青春!無限パワー?)
3. Aitai Lonely Christmas (会いたいロンリークリスマス?) (instrumental)

DVD de l'édition limitée "A"
1. Aitai Lonely Christmas (Christmas House Ver.)

DVD de l'édition limitée "B"
1. Aitai Lonely Christmas (Christmas Night Ver.)

DVD de l'édition "event V"
1. Aitai Lonely Christmas (Yajima Maimi Solo Ver.)
2. Aitai Lonely Christmas (Nakajima Saki Solo Ver.)
3. Aitai Lonely Christmas (Suzuki Airi Solo Ver.)
4. Aitai Lonely Christmas (Okai Chisato Solo Ver.)
5. Aitai Lonely Christmas (Hagiwara Mai Solo Ver.)